# Poręby (Tereszpol-Zaorenda)
Poręby – część wsi Tereszpol-Zaorenda w Polsce położona w województwie lubelskim, w powiecie biłgorajskim, w gminie Tereszpol. 
Graniczy z Panasówką około 600 m drogi wojewódzkiej nr 858.
W latach 1975–1998 miejscowość administracyjnie należała do województwa zamojskiego.